# 894 Erda
894 Erda eller 1918 DT är en asteroid i huvudbältet, som upptäcktes 4 juni 1918 av den tyske astronomen Max Wolf i Heidelberg. Den är uppkalad efter Fjorgyn i den nordiska mytologin.
Asteroiden har en diameter på ungefär 85 kilometer.